# Swashbuckler
Der Swashbuckler („Säbelrassler“ oder „Haudegen“) ist eine archetypische Figur des frühen Abenteuerfilms der ersten Hälfte des 20. Jahrhunderts. Er verkörpert den Typus des fröhlichen, gewitzten, immer siegreichen Abenteurers. Film-Beispiele sind u. a. Zorro, d’Artagnan, Robin Hood, Der schwarze Pirat, Der Rote Korsar, Scaramouche. Bekannte Vertreter des Swashbuckler-Typs im Spielfilm sind Douglas Fairbanks und Errol Flynn. 

## Rezeption
„Der Figurentyp des Swashbuckler ist ein ausnehmend sympathischer Held, der sich mit leichtfüßigem Charme und ungezügeltem Übermut ins Abenteuer stürzt. Mit einem immerwährenden Lächeln feiert er sich selbst als ewigen Sieger, wobei die spielerische Leichtigkeit, mit der er über seine Gegner triumphiert, ausgesprochen wundersam anmutet. In diesem Sinne ist der Swashbuckler durchaus ein märchenhaft-phantastischer Held mit übernatürlichen Fähigkeiten.“
„Der Swashbuckler bewältigt alle Schwierigkeiten mit einem Salto mortale; er fliegt wie Peter Pan über die Dächer und Takelagen, turnt wie Fred Astaire über Treppen, durch Paläste und über Mauern, und wirft sich – galant und fair – vor blutroten Sonnenuntergängen den Damen vor die rüschenrauschenden Reifröcke. Der Kampf mit dem Gegner [...] wird zur luziden Prahlerei, zum Kasperle-Theater, in dem man dem Gegner mit dem Degen eine Nase dreht.“
„Trotz aller örtlichen und zeitlichen Verschiedenheiten haben alle Swashbuckler-Filme die typischen Qualitäten ihrer Helden gemeinsam. Was immer auch seine Herkunft oder sein Stand sei – französischer Bürger, angelsächsischer Räuber, orientalischer Dieb, englischer Korsar oder spanischer Edelmann –: er ist hauptsächlich ein Rächer, er stellt die Gerechtigkeit wieder her.“